# Калемегдан

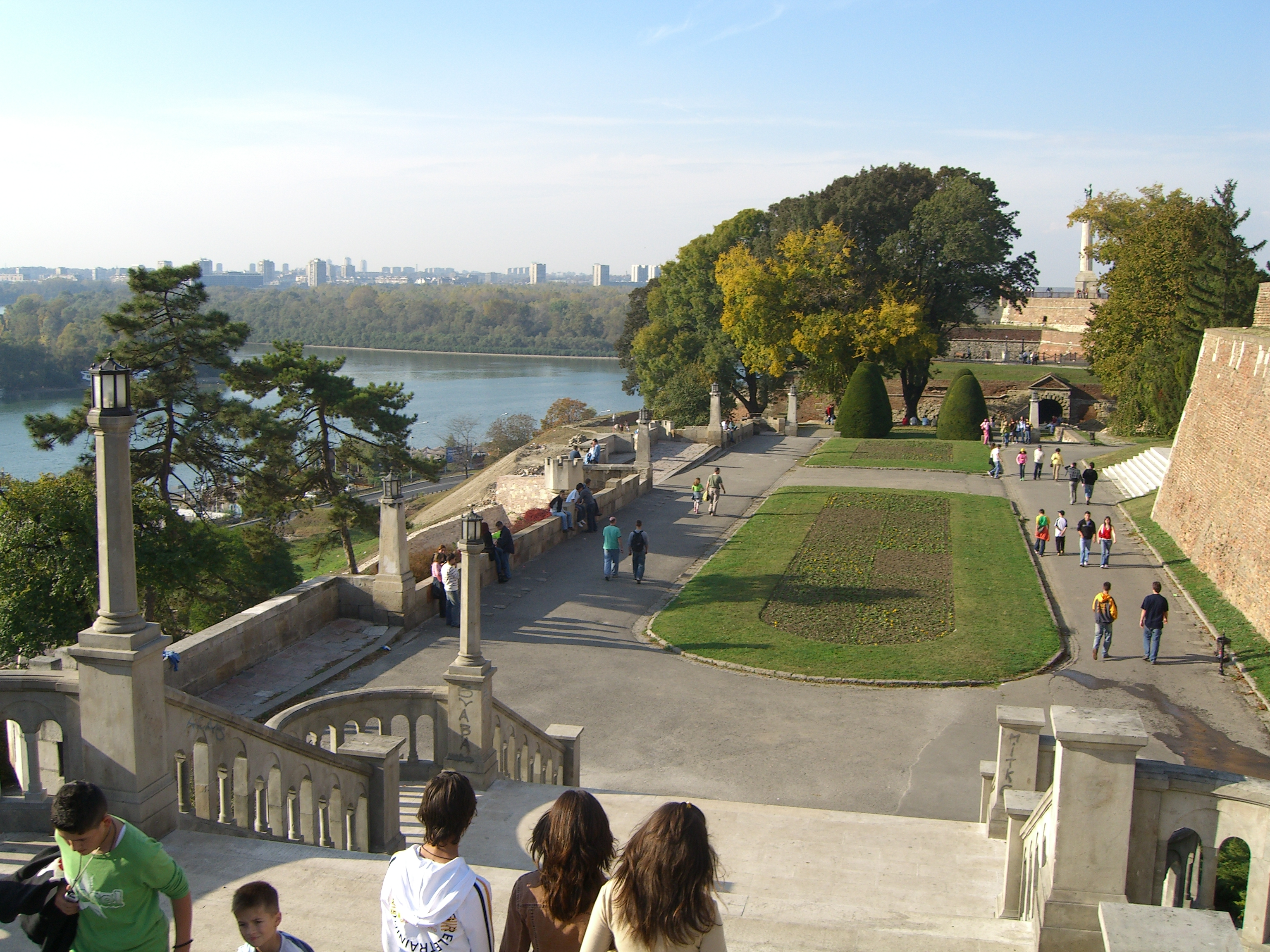
Калемегдан

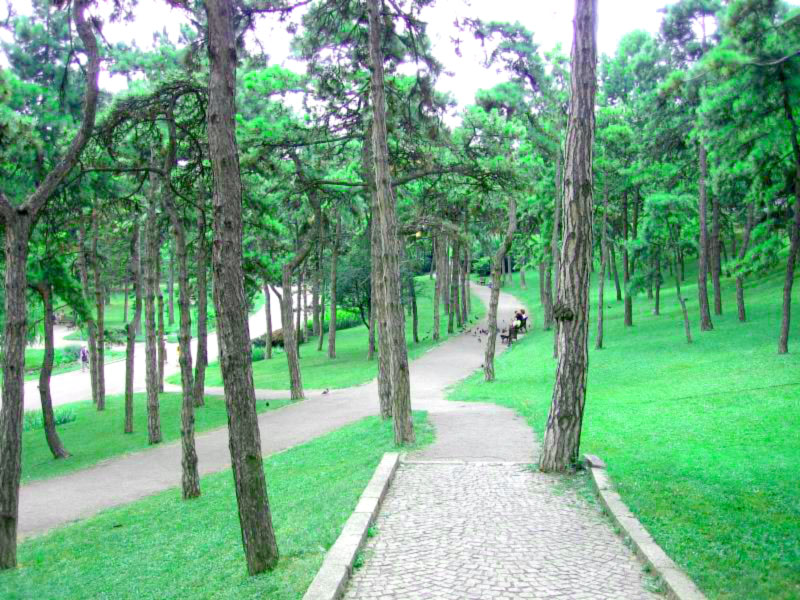
Парк Калемегдан

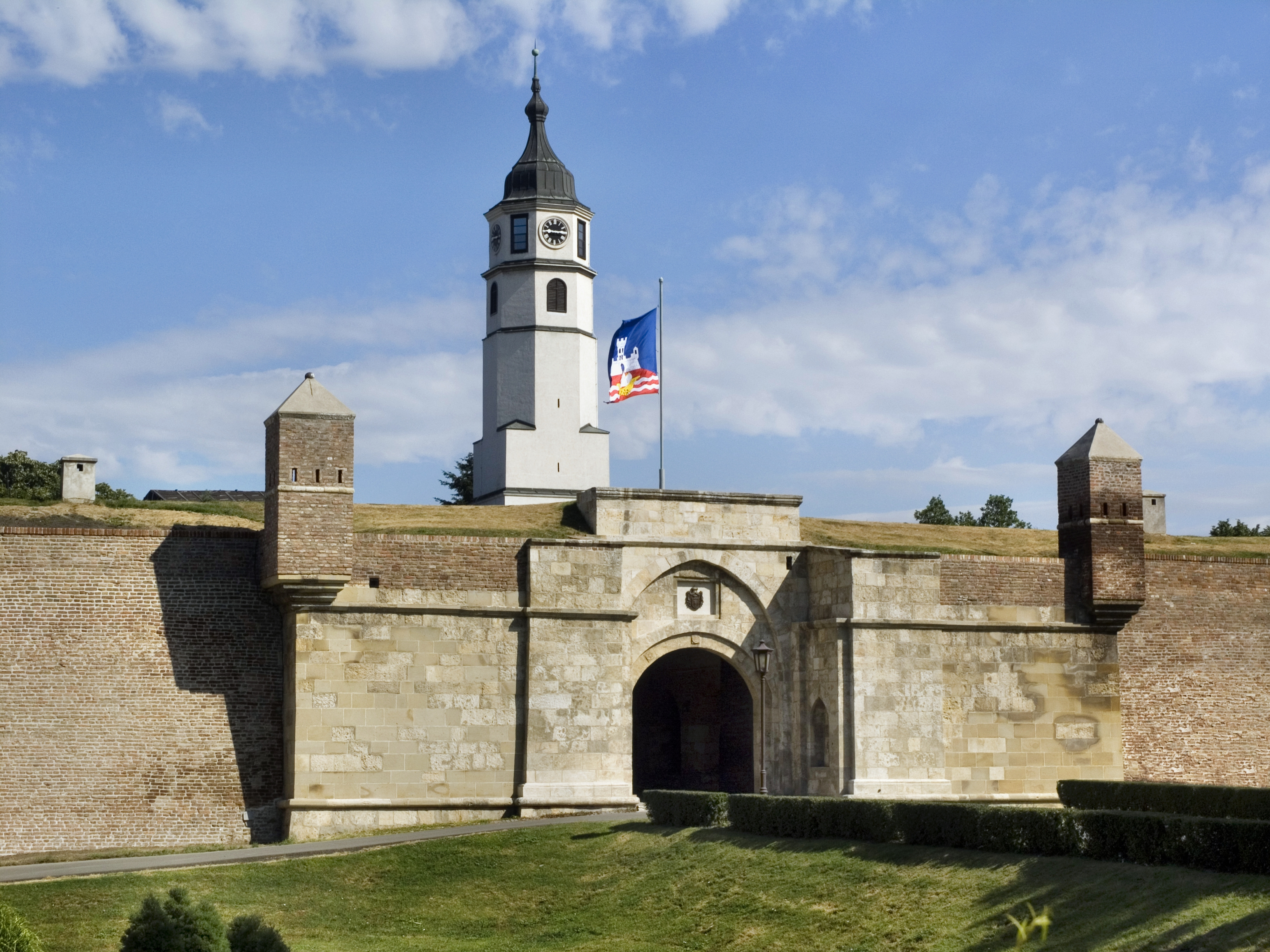
Крепость Калемегдан

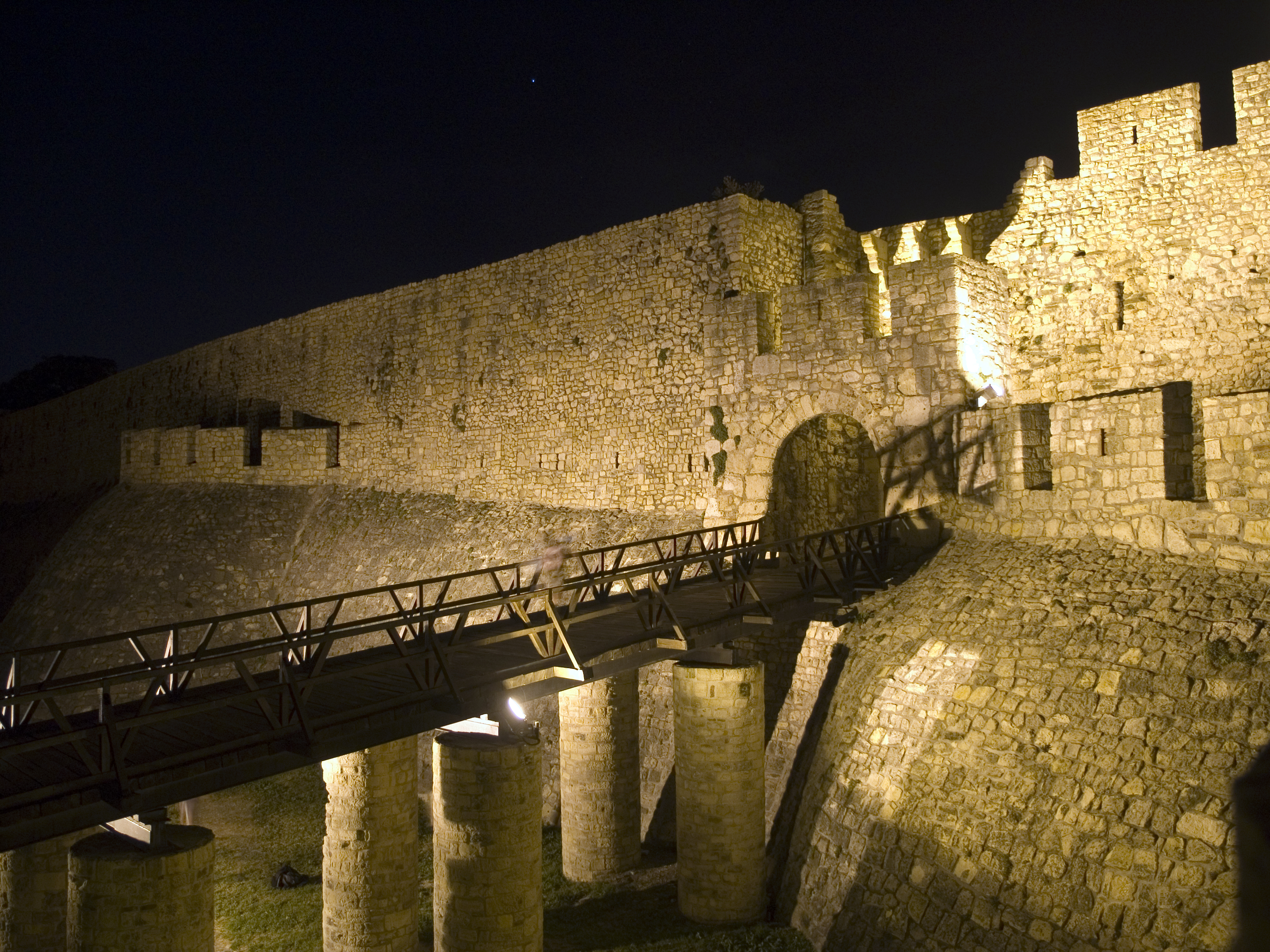
Калемегдан ночью

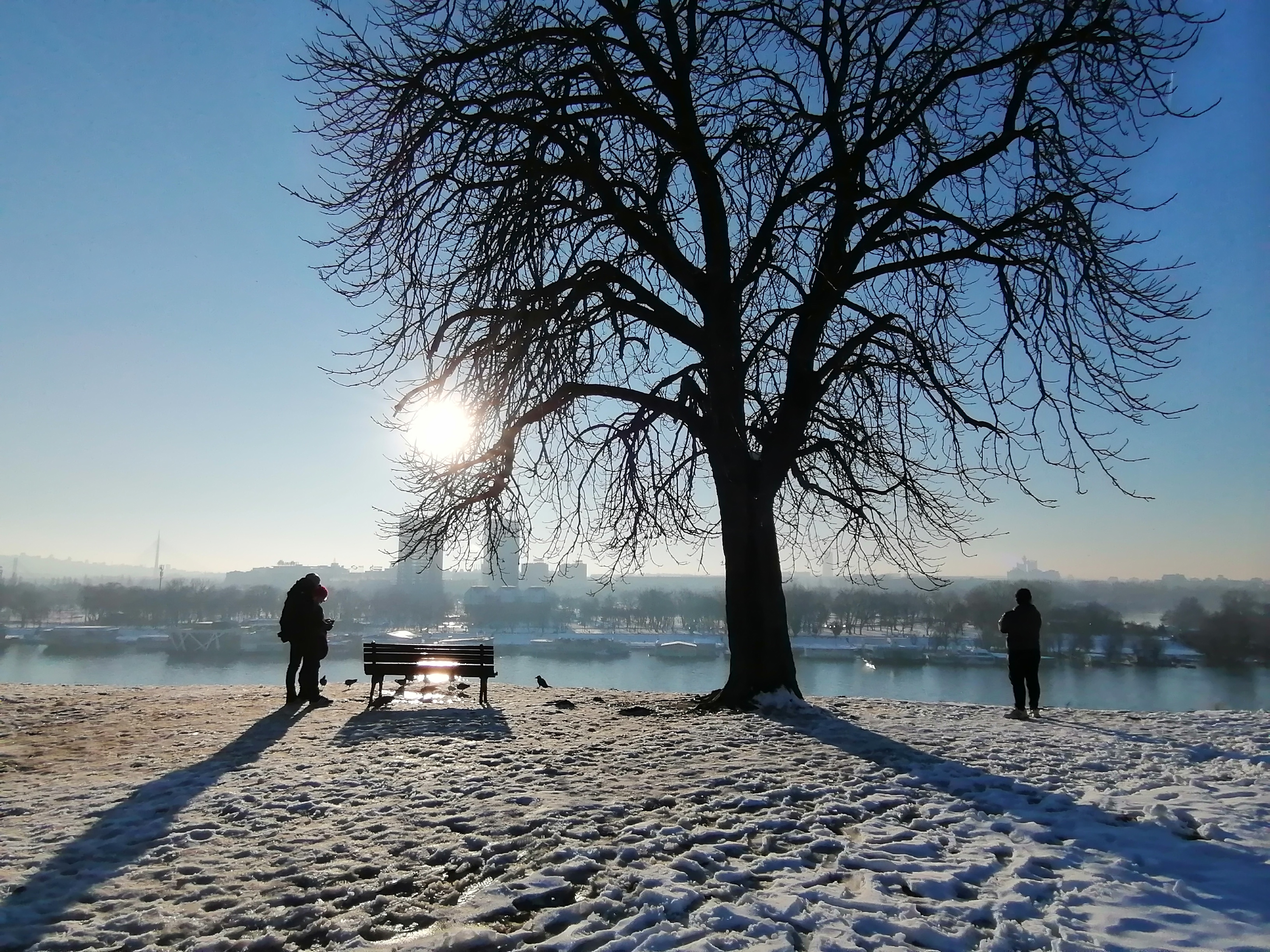
Калемегдан

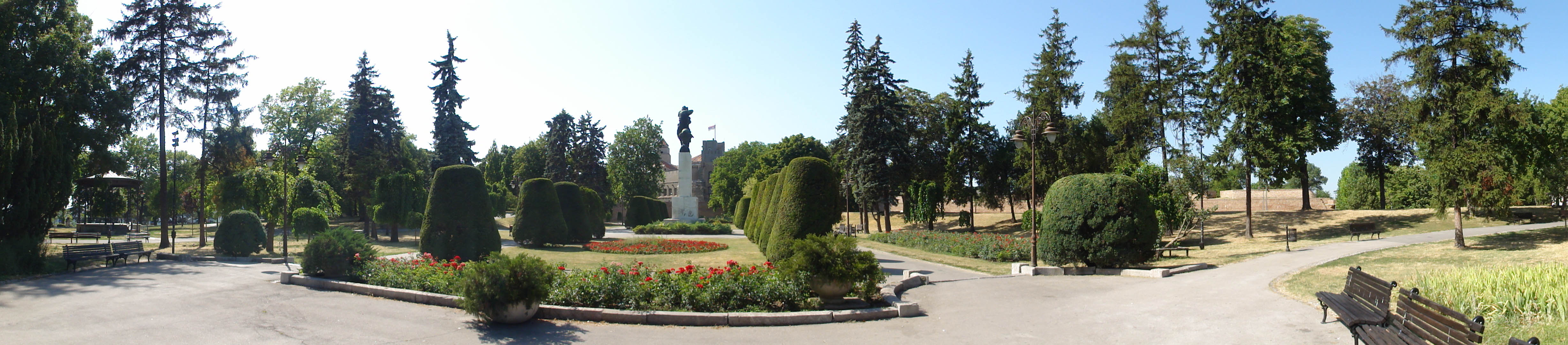
Парк около замка Калемегдан

Калемегда́н (серб. Калеме́гдан) — парк рядом с Белградской крепостью в старой части Белграда (Сербия), один из старейших парков Европы. Находится в общине Стари-Град.

## Название
Название происходит от турецкого наименования «Замковая площадь» (тур. Kale Meydanı). Согласно другому мнению название Калемегдан происходит от двух турецких слов «Kale» («крепость») и «Megdan» («битва»). Турки называли Калемегдан Фикир-байыр (fikir bayır), «холм размышления». Теперь довольно часто Калемегданом называют саму Белградскую крепость. Парк делится на Малый Калемегдан и Большой Калемегдан.

## Расположение
Крепость Калемегдан — самый важный исторический памятник Белграда. Она расположена на вершине холма на высоте 125 метров над уровнем моря при слиянии рек Дунай и Сава. Окружена тремя улицами: бульваром воеводы Бойовича (серб. Bulevar Vojvode Bojovića), Тадеуша Костюшко (серб. Tadeuša Košćuška) и Парижской (серб. Pariska). Вдоль набережной проходит железная дорога.
Внутри крепости находится Военный музей, в котором выставлены образцы оружия различных периодов истории.

## История
Крепость была известна ещё во времена римлян, которые называли её Сингидунум.
В период между 378 годом и 441 годом крепость, защищаемая римским легионом, неоднократно разрушалась гуннами и готами, но приблизительно в 535 году была восстановлена византийским императором Юстинианом Великим.
Крепость оставалась Византийской цитаделью до XI века, после чего перешла в руки Венгрии. Позже венгерский король Бела подарил крепость сербам как свадебный подарок, когда его сын женился на сербской принцессе Елене.
В течение многих веков всё городское население Белграда было сконцентрировано в пределах крепости Калемегдан.
В 1521 году, спустя 132 года после битвы на Косовом поле, крепость была завоёвана турками и принадлежала Османской империи до 1867 года, когда турки ушли из Сербии.
Крепость разрушалась в ходе Первой и Второй мировых войн, но была восстановлена.
С 1890-х годов крепость оформляли под парк, в котором к 1911 году был установлен фонтан «Рыбак».